# Hippolyte Clérel de Tocqueville
Pour les autres membres de la famille, voir Famille Clérel de Tocqueville.
François-Hippolyte Clérel, comte de Tocqueville, né à Paris le 1er novembre 1797, décédé dans cette même ville le 18 mai 1877, est un homme politique français.

## Biographie
Fils aîné d'Hervé Clérel de Tocqueville, il est le frère d'Édouard et d’Alexis de Tocqueville.
Il s'engage dans l'armée à la chute du Premier Empire, le 1er juillet 1814, au sein des gardes du corps aux côtés de son père, puis des compagnies rouges au grade de capitaine. Il refuse de prêter serment à la monarchie de Juillet, et démissionne le 15 octobre 1830.
Il épouse en 1826 Émilie Érard de Belisle de Saint-Rémy, issue d'une famille alençonnaise anoblie au XVIIe siècle. Sa sœur, Coralie Érard de Belisle, est la femme du comte Armand de Bricqueville. Propriétaire du château de Nacqueville par cette union, il administre son domaine et s’intéresse à l'agronomie et l'horticulture. Président de la société d'agriculture de Cherbourg, il publie plusieurs brochures dont Sur les moyens de remédier à la mendicité et au vagabondage (1849) et Mémoire sur l'amélioration des chevaux normands (1842).
Il s'engage dans la politique, mais son frère Alexis lui reproche son inconstance d'idées, et ses compromissions liées à son goût des honneurs. Ainsi, Hippolyte publie en 1833 des Lettres aux Normands où il affirme ses convictions légitimistes contre la monarchie de Juillet, mais devient républicain de gauche en 1848, année à partir de laquelle il représente le canton de Beaumont-Hague au conseil général de la Manche.
Après le coup d'État du 2 décembre 1851, il apparaît favorable au Second Empire, puis soutient le retour de la République : « Convaincu que l'établissement définitif de la République peut seul nous sauver de l'anarchie, je voudrais, s'il était possible, voir la France entière le demander avec moi… Je ne puis oublier qu'Alexis de Tocqueville était mon frère… et que cette ombre chère me désavouerait si, dans l'occasion présente, alors que la République existe, je ne concourais de tous mes efforts à affermir une institution qu'il nous apprit à regarder comme éminemment tutélaire et à laquelle se trouve, j'oserais le dire, indissolublement attaché le nom que je porte. » À la faveur de l'élection complémentaire pour remplacer le prince de Joinville, élu en Haute-Marne, il devient député de la Manche sous les couleurs de la Gauche républicaine le 9 juillet 1871, par 38 320 voix (67 216 votants, 149 202 inscrits), contre 27 580 à M. Malicorne. Il vote en faveur de la dissolution, s'oppose à la chute de Thiers au 24 mai, au septennat, à la loi des maires, à l'état de siège et au ministère de Broglie, pour l'amendement Wallon et les lois constitutionnelles.
Maire de Nacqueville, il est révoqué le 23 février 1874. Le 15 décembre 1875, les députés le nomment 58e sénateur inamovible sur 75, par 340 voix sur 676 votants. Il occupera ce mandat et celui de conseiller général jusqu'à sa mort des suites d'une attaque de paralysie, en 1877.

## Distinction
- Chevalier de la Légion d'honneur (17 novembre 1823)[4]